# Monopsis debilis
Monopsis debilis är en klockväxtart som först beskrevs av Carl von Linné d.y., och fick sitt nu gällande namn av Karel Presl. Monopsis debilis ingår i släktet Monopsis och familjen klockväxter. Inga underarter finns listade i Catalogue of Life.